# Johannes Cornelis Dane
Johannes Cornelis Dane (Axel, 27 juli 1917 – Mauthausen, 7 september 1944) was een Engelandvaarder en SOE geheim agent tijdens de Tweede Wereldoorlog. Hij werd slachtoffer van het Englandspiel.

## Jeugd
Johannes Cornelis Dane werd op 27 juli 1917 in het Zeeuws-Vlaamse dorp Axel geboren als oudste zoon van wachtmeester bij de marechaussee Johannes Dane (1888-1977) en zijn vrouw Anna Cornelia Elisabeth Bax (1888). Hij had een broer, Pieter Huibrecht, en twee zussen, Anna Cornelia Huberdina en Cornelia Johanna Huiberdina. In zijn vroege jeugd verhuisde het gezin frequent, in 1922 naar Ellewoutsdijk in de gemeente Borssele, het jaar erop naar Budel en in 1934 naar Bergeijk. De lagere school begon Johannes in Budel en hij vervolgde die vanaf 1927 in Breda, waar hij ook vier jaar naar de middelbare school ging. Het gymnasium rondde hij af in Dordrecht.

## Militair
In november 1937 trad Dane in Middelburg toe tot het leger. En in de loop van het volgende jaar werd hij instructiesergeant bij de artillerie in Bergen op Zoom. Ondanks zijn goede resultaten stapte hij medio februari 1939 over naar de bereden politie (Marechaussee) in Apeldoorn – mogelijk onder invloed van zijn vader. Vreemd genoeg kreeg hij er de rang van korporaal. Pas in Engeland werd hij weer tot sergeant gepromoveerd.
In oktober 1940 overleed zijn broer Pieter op 20-jarige leeftijd in Emmen. Pieter Dane was ook marechaussee, bij de gemotoriseerde afdeling. Vader Dane woonde volgens de overlijdensakte bij de burgerlijke stand op dat moment in Bergeijk en verbleef dus nog in Nederland.

## Engelandvaart
Johannes Cornelis Dane zelf was op 16 mei 1940 met de eerste divisie van de Koninklijke Marechaussee door België naar het Franse Brest gereden. Hij ging daar op 11 juni aan boord van een schip – de MS ‘Prinses Beatrix’ – en arriveerde de volgende dag in Devonport. Na twee weken werd hij overgeplaatst naar Porthcawl (Wales), waar hij als klerk voor de Koninklijke Marechaussee werkte in kamp DanYGraig. In het voorjaar van 1941 is hij overgeplaatst naar de Prinses Irene Brigade in Wolverhampton, om daar als chauffeur te dienen en radio’s te repareren. En daarvandaan ging hij naar STG.
In Wales had Johannes Dane zich verloofd met de Welshe Gwyneth Margaret Gane. Zij was assistent-‘voorman’ bij de Royal Ordnance Factory, de Britse munitiefabrieken. In haar woonplaats Bridgend was de ROF Filling Factory no.2 gevestigd.

## Training SOE
Op 18 juni 1942 werd Dane op eigen verzoek toegelaten tot de geheime commando- en sabotage-eenheid SOE. Op dat moment werkte hij samen met zijn vader bij de marechaussee in Wolverhampton. Zijn moeder en zusters woonden toen nog in Bergeijk.
Vanaf 18 juni begon zijn training in STS6, West Court, Finchampstead, een trainingsschool van SOE in Wokingham, Berkshire. De korporaals die hem trainden, beoordeelden hem als ijverig en slim, geschikt voor dit soort werk en waren tevreden over zijn inzet en de progressie die hij boekte.
Na deze basistraining vervolgde hij zijn opleiding op STS24b, Glaschoille in Knoydart, dicht bij Mallaig, Inverness-shire. De paramilitaire opleiding aldaar voorzag in onconventionele gevechtstechnieken als geruisloos doden, ongewapende man-tegen-man-gevechten en instinctief schieten. In feite was zij de voorloper van de moderne opleiding van de special forces, opgezet door William Fairbairn en Eric Sykes – voormalig ‘ME-agenten’ die ook de effectieve en symbolische Fairbairn–Sykes commandodolk hadden ontworpen. De instructeur van Dane beschreef hem als een extreem goede werker, intelligent, met een verbazingwekkend inzicht en vooruitdenkend. Overigens was boksen, naast paardrijden, zwemmen en voetbal, een van Dane’s hobby's. Zijn commandant noemde hem de beste student onder de onderofficieren; krachtig en erg gedreven – de intelligentste van het hele stel.
Direct vanuit Schotland volgde hij een week instructies op een van de finishing schools (STS31) van Beaulieu (Hampshire), security training. Deze werd onderbroken voor een week verlof in Cardiff en op 2 augustus trad Johannes Cornelis Dane in het huwelijk met Gwyneth Gane. In de aansluitende weken doorliep hij de vijf onderdelen van de standaardcursus ter voorbereiding op een clandestien leven, verzorgd op het Montagu Estate in Beaulieu. Opnieuw beoordeelden zijn superieuren Dane als intelligent, doortastend en hard werkend. Hij gold als gereserveerd en niet-opdringerig – de ideale kandidaat voor sabotagewerk. Bovendien stond hij te boek als een competent instructeur.
In de tweede helft van september werd hem de rust gegund om in het Howard hotel in Londen en thuis in Bridgend bij te komen van zijn inspanningen. Dane’s volgende trainingsstation had nummer 17, Brickendonbury Manor in Brickendon, Hertford, Hertfordshire. Hier werd industriële sabotage onderricht door de grondlegger van deze discipline, George Rheam. Rheam leerde de groep waar Johannes Dane onderdeel van uitmaakte een fabriek te bekijken vanuit het oogpunt van een saboteur en de essentiële apparatuur ervan te vinden met de intentie die met zo min mogelijk, maar goed geplaatste explosieven uit te schakelen. (De destructie van de krachtcentrale in Vemork met operatie Gunnerside werd vanuit dit station opgezet.) Dane en zijn team werden kennelijk verondersteld een soortgelijke sabotage te gaan uitvoeren. Het commentaar in het rapport is vergelijkbaar met de eerdere observaties.
Medio oktober is Dane overgeplaatst naar STS51b, Fulshaw Hall in Wilmslow, Cheshire voor een parachutetraining van een week. En na een weekje vrije tijd in Cardiff en het Bedford hotel in Londen werd hij op 25 oktober overgebracht naar STS61, Gaynes' Hall in St. Neots, om vanaf het nabij gelegen vliegveld RAF Tempsford naar Nederland te kunnen vliegen.
Met Cucumber B is hij in de nacht van 27 op 28 oktober 1942
onder de operatienaam Cucumber A gedropt.

## Plan Holland
Op 28 oktober 1942 maakte Dane, met zijn marconist Jacob Bakker, de parachutesprong boven Holten en werd meteen gearresteerd door Duitse militairen. Zij zijn naar kamp Haaren gebracht.
Daarvandaan verplaatste men hen enkele keren, naar strafkampen in Assen en Rawicz. Jacob Bakker bleef tot zijn dood op 30 april 1944 in Rawicz. Johannes Cornelis Dane transporteerden de Nazi’s begin september 1944 naar concentratiekamp Mauthausen, waar hij korte tijd later in een grote groep op gruwelijke wijze werd gefusilleerd.
Hij liet een vrouw en een eenjarig dochtertje achter.

## Onderscheidingen
- Bronzen Kruis, postuum, K.B. no.33 van 2-5-1953 (inlichtingendienst), toelichting:[34][35][36][37]

Wachtmeester-titulair-te paard van het Wapen der Koninklijke Marechaussee heeft zich door moedig optreden tegenover de vijand onderscheiden als agent van een geheime inlichtingendienst, die hem tijdens de jaren 1940-1945 uitzond naar door de vijand bezet gebied, alwaar hij onder uiterst moeilijke omstandigheden een levensgevaarlijke taak had te vervullen, die door vijandelijke tegenactie tenslotte tot zijn dood leidde.